# Francesc Massons i Nin
Francesc Massons i Nin (Sardenya, segle xvii — segle xviii) va ser un eclesiàstic sard, arquebisbe d'Arborea. D'ascendència noble, era nebot del comte de Montalbó i fill del mestre racional Antoni Massons. Les seves dues obres sobre lleis van ser editades a Càller en castellà.

## Obres
- Leyes del obispado de Ales (1696)
- Leyes sinodales del arzobispado de Arborea y obispado de Santa Justa (1712).